# Егг-Гарбор (містечко, Вісконсин)
Егг-Гарбор (англ. Egg Harbor) — місто (англ. town) в США, в окрузі Дор штату Вісконсин. Населення — 1458 осіб (2020).

## Демографія
Згідно з переписом 2010 року, у місті мешкали 1342 особи в 589 домогосподарствах у складі 418 родин. Було 1795 помешкань
Расовий склад населення:
| - 95,1 % — білих - 0,4 % — корінних американців - 0,1 % — азіатів - 3,9 % — осіб інших рас |

До двох чи більше рас належало 0,4 %. Частка іспаномовних становила 8,9 % від усіх жителів.
За віковим діапазоном населення розподілялося таким чином: 16,5 % — особи молодші 18 років, 58,8 % — особи у віці 18—64 років, 24,7 % — особи у віці 65 років та старші. Медіана віку мешканця становила 51,6 року. На 100 осіб жіночої статі у місті припадало 112,0 чоловіків;  на 100 жінок у віці від 18 років та старших — 111,9 чоловіків також старших 18 років.
Середній дохід на одне домашнє господарство  становив 81 464 долари США (медіана — 57 727), а середній дохід на одну сім'ю — 96 839 доларів (медіана — 69 805). Медіана доходів становила 42 300 доларів для чоловіків та 37 778 доларів для жінок. За межею бідності перебувало 7,0 % осіб, у тому числі 10,4 % дітей у віці до 18 років та 4,4 % осіб у віці 65 років та старших.
Цивільне працевлаштоване населення становило 656 осіб. Основні галузі зайнятості: мистецтво, розваги та відпочинок — 17,4 %, освіта, охорона здоров'я та соціальна допомога — 16,0 %, виробництво — 14,3 %, науковці, спеціалісти, менеджери — 13,4 %.